# Sobrevuelo Tripulado a Venus
Los estudios técnicos sobre un posible sobrevuelo tripulado a Venus fueron desarrollados principalmente en la década de 1960 por EE. UU. y la URSS en el contexto del período de la carrera espacial.

## Principales proyectos

Comparación entre el cohete Saturno V y el N-1.

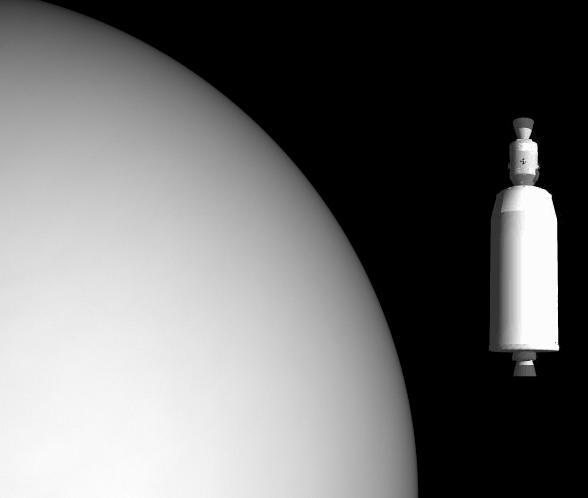
Diseño del Apollo-Venus.

A mediados de la década de 1960 la NASA realizó una serie de propuestas sobre un posible sobrevuelo tripulado de Venus en el contexto del Apollo Applications Program, usando material procedente del programa Apolo. El lanzamiento del Apollo-Venus tendría lugar el 11 de octubre de 1973, realizando un sobrevuelo del planeta Venus el 3 de marzo de 1974, regresando hacia la Tierra a continuación y llegando a esta en torno al 1 de diciembre de 1974. Estaba basada en un cohete Saturno V modificado de manera similar a lo que sería posteriormente la estación espacial Skylab. El diseño de la nave era semejante a la estación Skylab con una cápsula Apollo acoplada con el aditivo de paneles solares.
Coincidiendo en el tiempo, se desarrollaron varias propuestas similares en la Unión Soviética, la principal de las cuales, la nave interplanetaria TMK-MAVR, estuvo a cargo del OKB-1. Tendría que haber sido operativa, según los primeros planes, a inicios de la década de 1970, y descansaba sobre el proyecto del cohete N-1. El planteamiento inicial suponía una misión de 680 días de duración integrada por 3 cosmonautas. La nave TMK tendría una longitud de 25 metros, un diámetro máximo de 6 m y una masa total de 75 toneladas.
Por parte soviética, el último lanzamiento de un N-1 en noviembre de 1972 y la cancelación del proyecto en 1974; y por parte estadounidense, el último lanzamiento de una nave espacial Apollo y un cohete Saturno (un Saturno IB) en julio de 1975 (misión Apollo-Soyuz), modificarían notablemente el panorama de la carrera espacial, por lo que ambas iniciativas serían posteriormente desechadas por los dos países, dedicándose los recursos estadounidenses al programa del transbordador espacial y los soviéticos al cohete Energía y la estación espacial MIR.
La Inspiration Mars Foundation propuso en noviembre de 2013 un viaje a Marte que en una de sus variantes implica el sobrevuelo cercano de Venus (800 km de la superficie), para ganar impulso hacia Marte. 
Por su parte, la NASA anunció en 2014 un proyecto de nave tripulada que se desenvolvería en la atmósfera de Venus, llamado High Altitude Venus Operational Concept (HAVOC).